# 60 mètres haies masculin aux championnats du monde d'athlétisme en salle 2022
Pour un article plus général, voir Championnats du monde d'athlétisme en salle 2022.
Navigation
2018 2024
L'épreuve du 60 mètres haies masculin des championnats du monde en salle de 2022 se déroule le 20 mars 2022 dans la Štark Arena de Belgrade, en Serbie. 

## Résultats

### Séries
Les 3 premiers de chaque série (Q) et les 6 meilleurs temps (q) se qualifient pour les demi-finales.
| Rang | Série | Couloir | Athlète                 | Pays              | Temps | Notes |
| ---- | ----- | ------- | ----------------------- | ----------------- | ----- | ----- |
| 1    | 5     | 3       | Grant Holloway          | États-Unis        | 7.40  | Q     |
| 2    | 6     | 1       | Wilhem Belocian         | France            | 7.55  | Q     |
| 3    | 4     | 4       | Petr Svoboda            | Tchéquie          | 7.59  | Q, SB |
| 4    | 2     | 5       | Rafael Pereira          | Brésil            | 7.60  | Q     |
| 5    | 5     | 4       | Andrew Pozzi            | Grande-Bretagne   | 7.60  | Q     |
| 6    | 4     | 8       | Aaron Mallett           | États-Unis        | 7.61  | Q     |
| 7    | 4     | 1       | Gregor Traber           | Allemagne         | 7.63  | Q     |
| 8    | 1     | 3       | David King              | Grande-Bretagne   | 7.65  | Q     |
| 9    | 3     | 3       | Damian Czykier          | Pologne           | 7.66  | Q     |
| 9    | 1     | 8       | Jarret Eaton            | États-Unis        | 7.66  | Q     |
| 11   | 3     | 7       | Yaqoub Al-Youha         | Koweït            | 7.66  | Q     |
| 12   | 3     | 2       | Chris Douglas           | Australie         | 7.66  | Q     |
| 13   | 5     | 6       | Shusei Nomoto           | Japon             | 7.66  | Q     |
| 14   | 6     | 2       | Michael Obasuyi         | Belgique          | 7.66  | Q     |
| 15   | 4     | 6       | Asier Martínez          | Espagne           | 7.67  | q     |
| 16   | 2     | 3       | Pascal Martinot-Lagarde | France            | 7.69  | Q     |
| 17   | 1     | 2       | Ruebin Walters          | Trinité-et-Tobago | 7.69  | Q     |
| 18   | 5     | 7       | Abdel Kader Larrinaga   | Portugal          | 7.69  | q     |
| 19   | 1     | 4       | Milan Trajkovic         | Chypre            | 7.69  | q     |
| 20   | 2     | 4       | Jakub Szymański         | Pologne           | 7.70  | Q     |
| 21   | 3     | 1       | Mikdat Sevler           | Turquie           | 7.70  | q, NR |
| 22   | 1     | 7       | Liam van der Schaaf     | Pays-Bas          | 7.72  | q, PB |
| 23   | 5     | 2       | Hassane Fofana          | Italie            | 7.73  | q     |
| 24   | 6     | 3       | Chen Kuei-ru            | Taipei chinois    | 7.74  | Q, NR |
| 25   | 6     | 6       | Finley Gaio             | Suisse            | 7.74  |       |
| 26   | 1     | 1       | Gabriel Constantino     | Brésil            | 7.74  |       |
| 27   | 2     | 8       | Ilari Manninen          | Finlande          | 7.74  |       |
| 28   | 6     | 4       | Ronald Levy             | Jamaïque          | 7.75  | SB    |
| 29   | 4     | 2       | Nicholas Andrews        | Australie         | 7.75  |       |
| 30   | 6     | 8       | Enrique Llopis          | Espagne           | 7.76  |       |
| 31   | 2     | 7       | Keiso Pedriks           | Estonie           | 7.77  |       |
| 31   | 2     | 6       | Konstadínos Douvalídis  | Grèce             | 7.77  | SB    |
| 33   | 5     | 5       | Filip Jakob Demšar      | Slovénie          | 7.79  |       |
| 34   | 6     | 7       | Wellington Zaza         | Liberia           | 7.80  |       |
| 35   | 3     | 4       | Bálint Szeles           | Hongrie           | 7.81  |       |
| 36   | 1     | 6       | Badamassi Saguirou      | Niger             | 7.82  | NR    |
| 37   | 6     | 5       | Alin Ionuţ Anton        | Roumanie          | 7.87  |       |
| 38   | 1     | 5       | Luka Trgovčević         | Serbie            | 7.89  |       |
| 39   | 3     | 5       | Ang Chen Xiang          | Singapour         | 7.91  | NR    |
| 40   | 5     | 8       | Jérémie Lararaudeuse    | Maurice           | 7.94  |       |
| 41   | 3     | 6       | Louis François Mendy    | Sénégal           | 7.95  |       |
| 42   | 4     | 5       | Richard Diawara         | Mali              | 7.98  |       |
| 43   | 4     | 7       | Yohan Chaverra          | Colombie          | 8.01  |       |
| 44   | 2     | 2       | Shuhei Ishikawa         | Japon             | 8.07  |       |
|      | 4     | 3       | David Yefremov          | Kazakhstan        | DQ    |       |
|      | 3     | 8       | Jason Joseph            | Suisse            | DNS   | DNS   |

### Demi-finales
Les 2 premiers de chaque série (Q) et les 2 meilleurs temps (q) se qualifient pour la finale.
| Rang | Série | Couloir | Athlète                 | Pays              | Temps | Notes |
| ---- | ----- | ------- | ----------------------- | ----------------- | ----- | ----- |
| 1    | 2     | 6       | Grant Holloway          | États-Unis        | 7.29  | Q, WR |
| 2    | 1     | 4       | Jarret Eaton            | États-Unis        | 7.52  | Q     |
| 3    | 2     | 4       | Pascal Martinot-Lagarde | France            | 7.53  | Q     |
| 4    | 3     | 4       | Wilhem Belocian         | France            | 7.53  | Q     |
| 5    | 1     | 1       | Milan Trajkovic         | Chypre            | 7.53  | Q, SB |
| 6    | 2     | 2       | Asier Martínez          | Espagne           | 7.55  | q, PB |
| 7    | 3     | 8       | Chris Douglas           | Australie         | 7.56  | Q, AR |
| 8    | 3     | 3       | David King              | Grande-Bretagne   | 7.57  | q, PB |
| 8    | 1     | 8       | Shusei Nomoto           | Japon             | 7.57  | PB    |
| 10   | 3     | 5       | Michael Obasuyi         | Belgique          | 7.58  | PB    |
| 11   | 1     | 3       | Rafael Pereira          | Brésil            | 7.58  | AR    |
| 12   | 1     | 6       | Yaqoub Al-Youha         | Koweït            | 7.59  | SB    |
| 13   | 3     | 7       | Jakub Szymański         | Pologne           | 7.59  | PB    |
| 14   | 2     | 3       | Andrew Pozzi            | Grande-Bretagne   | 7.60  |       |
| 15   | 2     | 5       | Damian Czykier          | Pologne           | 7.61  |       |
| 16   | 2     | 1       | Hassane Fofana          | Italie            | 7.65  | PB    |
| 17   | 3     | 6       | Aaron Mallett           | États-Unis        | 7.67  |       |
| 18   | 2     | 8       | Gregor Traber           | Allemagne         | 7.67  |       |
| 19   | 2     | 7       | Chen Kuei-ru            | Taipei chinois    | 7.67  | NR    |
| 20   | 1     | 7       | Ruebin Walters          | Trinité-et-Tobago | 7.68  |       |
| 21   | 3     | 1       | Liam van der Schaaf     | Pays-Bas          | 7.69  | PB    |
| 22   | 3     | 2       | Abdel Kader Larrinaga   | Portugal          | 7.70  |       |
| 23   | 1     | 5       | Petr Svoboda            | Tchéquie          | 7.71  |       |
| 24   | 1     | 2       | Mikdat Sevler           | Turquie           | 7.75  |       |

### Finale
| Rang               | Couloir | Athlète                 | Pays            | Temps  | Notes |
| ------------------ | ------- | ----------------------- | --------------- | ------ | ----- |
| Médaille d'or      | 4       | Grant Holloway          | États-Unis      | 7 s 39 |       |
| Médaille d'argent  | 5       | Pascal Martinot-Lagarde | France          | 7 s 50 |       |
| Médaille de bronze | 6       | Jarret Eaton            | États-Unis      | 7 s 53 |       |
| 4                  | 2       | Asier Martínez          | Espagne         | 7 s 57 |       |
| 5                  | 8       | Chris Douglas           | Australie       | 7 s 60 |       |
| 6                  | 1       | David King              | Grande-Bretagne | 7 s 62 |       |
| 7                  | 7       | Milan Trajkovic         | Chypre          | 7 s 62 |       |
| 8                  | 3       | Wilhem Belocian         | France          | 7 s 67 |       |

## Légende
Records et Performances
- AR : Record continental (area record)
- CR : Record des championnats (championship record)
- MR : Record du meeting (meet record)
- NR : Record national (national record)
- OR : Record olympique (olympic record)
- PR : Record paralympique (paralympic record)
- PB : Record personnel (personal best)
- SB : Meilleure performance personnelle de la saison (season's best)
- WL : Meilleure performance mondiale de l'année (world leader)
- WJR : Record du monde junior (world junior record)
- WR : Record du monde (world record)

Circonstances et Conditions
- DNF : N'a pas terminé (did not finish)
- DNS : N'a pas pris le départ (did not start)
- DQ : Disqualification (disqualification)
- NM : Aucun essai valable enregistré (No Mark)
- Q : Qualifié « directement » au prochain tour (ou à la prochaine compétition), lors d'une compétition majeure, grâce au classement ou à la réalisation des minima (automatic qualifier)
- q : Qualifié au prochain tour (ou à la prochaine compétition), lors d'une compétition majeure, grâce au repêchage ou à la réalisation de l'une des meilleures performances parmi celles des « non qualifiés directement » (grâce au meilleur temps ou à la meilleure distance par exemple) (secondary qualifier)